# Johnny Forward
Johnathon „Johnny“ Forward (* 24. September 1986 in Corner Brook) ist ein kanadischer Biathlet.
Johnny Forward lebt in Canmore. Er studierte an der University of Alberta in Camrose und schloss als B.A. ein Sportstudium ab. Biathlon betreibt er seit 2003 und gehörte zu seinen Studienzeiten dem Biathlonteam der Universität, den Vikings an, mittlerweile für Canmore Nordic. Seine bislang einzigen Wettkämpfe außerhalb Nordamerikas bestritt Forward bei der Winter-Universiade 2007 in Turin auf den Strecken der Olympischen Winterspiele des Vorjahres in Cesana San Sicario. Der Kanadier wurde 42. des Einzels, 48. des Sprints, 41. der Verfolgung und mit der Staffel Fünfter. Nächstes Großereignis wurden die Nordamerika-Meisterschaften im Sommerbiathlon 2008 in Canmore. Auf Skirollern kam er auf den 18. Platz im Einzel, wurde 21. im Sprint und kam im Verfolgungsrennen nicht ins Ziel. Bei den Nordamerikameisterschaften 2009 in Valcartier wurde er 27. des Einzels und 26. des Sprints. Es waren zugleich die  Kanadischen Meisterschaften, an denen er auch 2010 und 2011 startete.